# Volumetrics-Diät
Die Volumetrics-Diät ist eine Diät, bei der eine Gewichtsabnahme durch den Verzehr von Lebensmitteln mit niedrigem physiologischem Brennwert, die viel Flüssigkeit enthalten, erzielt werden soll. Der Begriff stammt von der amerikanischen Ernährungsforscherin Barbara Rolls.

## Prinzip
Die US-Wissenschaftlerin Rolls stellte nach ihren Angaben in Labor-Versuchen fest, dass die Menge (damit das Volumen) des Essens für die Sättigung einer Person entscheidend ist und nicht der Brennwert der Speisen. Wer bevorzugt Lebensmittel mit geringem Brennwert (Angaben auf der Verpackung laut Lebensmittel-Informationsverordnung in kJ/100 g sowie zusätzlich in kcal/100 g) verzehre, könne so die insgesamt per Lebensmittel zugeführte Energie senken, angeblich ohne Hungergefühle. Somit eigne sich Volumetrics, um Übergewicht zu verlieren. Auch in Deutschland wird das Prinzip „Essen mit reduzierter Energiedichte“ zur Prävention und Behandlung von Übergewicht und Diabetes angewandt. Es handelt sich dabei auch nicht um eine neue Erkenntnis.

## Berechnung
| Lebensmittel           | Energie pro 100 g | Energie pro 100 g |
| Lebensmittel           | kJ                | kcal              |
| ---------------------- | ----------------- | ----------------- |
|                        |                   |                   |
| Lebensmittelklassen:   |                   |                   |
| Fett                   | 3.768             | 900               |
| Alkohol                | 2.931             | 700               |
| Eiweiß                 | 1.675             | 400               |
| Kohlenhydrate          | 1.675             | 400               |
|                        |                   |                   |
| Einzelne Lebensmittel: |                   |                   |
| Grüner Salat           | 42                | 10                |
| Tomate                 | 84                | 20                |
| Cola                   | 168               | 40                |
| Äpfel                  | 168–251           | 40–60             |
| Kartoffeln gekocht     | 377–461           | 90–110            |
| Pommes frites          | 1.265             | 300               |
| Salami                 | 1.507             | 360               |
| Parmesan               | 1.842             | 440               |
| Pizza mit Schinken     | 1.884             | 450               |
| Pilze                  | 63                | 15                |
| Harzer Käse            | 168               | 40                |
| Hühnerbrust            | 419               | 100               |
| Garnelen               | 385               | 92                |
| Saure Gurken           | 50                | 12                |
| Sauerkraut             | 63                | 15                |

Die Energiedichte von Nährstoffen, Lebensmitteln und Speisen ist unterschiedlich (siehe nebenstehende Tabelle).
Wasser besitzt dagegen keinen Brennwert. Daher hat ein hoher Wasseranteil in Lebensmitteln zwangsläufig eine niedrige Energiedichte zur Folge. Meist geht das mit einem geringen Fettanteil einher. Lebensmittel mit hoher Energiedichte enthalten dagegen meist viel Fett und Zucker, aber wenig Wasser.
Nach Ansicht der Volumetrics-Vertreter sollte die Energiedichte einer ausgewogenen Ernährung im Mittel bei etwa 523 kJ/100 g (= 125 kcal/100 g) liegen. Tatsächlich sind aber Werte von 670 kJ/100 g (= 160 kcal/100 g) in England und 754 kJ/100 g (= 180 kcal/100 g) in den USA üblich.

## Ernährungspraxis
Wer sich volumetrisch ernährt, trinkt viel Wasser, Tee oder energiefreie Getränke. Statt Lebensmittel mit einem hohen Anteil „minderwertiger“ Fette (Wurst, Käse, Butter) sollen vermehrt Obst, Gemüse, Vollkornprodukte, Fisch und „hochwertige“ Pflanzenöle (Raps, Olivenöl) in die Ernährung eingebaut werden. So steigt der Anteil gesunder, frischer Lebensmittel, die den Körper mit reichlich Vitaminen und Ballaststoffen versorgen. Insgesamt entsprechen die Volumetrics-Empfehlungen denen der Deutschen Gesellschaft für Ernährung (DGE). Die DGE hat in ihren neuesten Empfehlungen ebenfalls auf die Bedeutung der Energiedichte für einen gesunden Speiseplan hingewiesen. In den Leitlinien der Deutschen Adipositas Gesellschaft und der Diabetiker-Fachverbände wird das Volmetrics-Prinzip ebenfalls als einzige Richtschnur für eine Ernährungsumstellung zur Gewichtsreduktion empfohlen.

## Bewertung
Die Füllung des Magens ist nach wissenschaftlichen Erkenntnissen nur ein Faktor für das Sättigungsgefühl. Es ist bekannt, dass der Sättigungsmechanismus von mehreren Faktoren abhängig ist, unter anderem durch Hormone gesteuert wird und auch von der Energiezufuhr abhängt. Flüssigkeitsaufnahme allein, zum Beispiel in Form von Wasser, hat so gut wie keinen Einfluss auf das Hungergefühl, wie auch Rolls in ihren Versuchen festgestellt hat. Sie konnte in Experimenten aber belegen, dass dieselben Zutaten als Suppe sättigender wirken als in Form eines Auflaufs, was sie auf das unterschiedliche Volumen der Speisen zurückführt.
Das deutsche Buch zur Volumetrics-Diät enthält Empfehlungen wie die, eine Pizza zusätzlich mit Tomaten- oder Gurkenscheiben zu belegen, um den Volumenwert zu verbessern. Durch den zusätzlichen Belag reduziert sich die Energiedichte der Pizza deutlich und der Esser erreicht mit weniger Energiezufuhr das Sättigungsgefühl. Mit diesem Prinzip der verringerten Energiedichte lassen sich fast alle Speisen und Gerichte ernährungsphysiologisch verbessern. Grundsätzlich gilt, dass eine Gewichtsabnahme dann erfolgt, wenn dem Körper weniger Energie zugeführt wird als er verbraucht, völlig unabhängig vom Volumen. Reicht das Volumen jedoch nicht aus, tritt kein Sättigungsgefühl ein und die Nahrungsaufnahme wird als unbefriedigend angesehen.

## Verweise